# Смбат VI Багратуні
Смбат VI Багратуні (вірм. Սմբատ Զ Բագրատունի; бл. 670 —726) — 7-й гахерец ішхан (головуючий князь) Вірменії в 691—726 роках. За хронологією головуючих князів з роду Багратіоні рахується як Смбат I.

## Життєпис
Старший син ішхана Вараз-Тіроца III, який 675 року загинув у боротьбі з візантійцями. Ймовірно 688 року сам Смбат брат участь у війні свого стрийка — гахерец ішхан Ашот II Багратуні, після загибелі якого візантійці поставили на чолі Вірменії Нарсе V Камсаракана.
Смбат Багратуні отримав військову допомогу від халіфа Абд аль-Маліка, з яким переміг Нарсе Камсаракана, але боротьба з ним ймовірно тривала до 693 року. Отримав посаду спарапета. Невдовзі виступив проти Мухаммада ібн Мервана, що плюндрував вірменські землі. 695 року Абдалах ібн Хатім, заступник останнього, наказав схопити провідних вірменських ішханів, насамперед Смбата Багратуні. Його було відправлено до Дамаску (тодішньої столиці халіфату).
697 року його звільнено та відновлено в титулах. 698 року брав участь у війні проти візантійського імператора Тиберія III. Разом з тим конфлікти з Мухаммадом ібн Мерваном призвели до переходу Багратуні на бік Візантії. За це він отримав титул куропалата. Невдовзі у битві при Варданакерті переміг арабів.
699 року змушений був замиритися, а 701 року було офіційно утворено Вірменський емірат. 703 року, отримавши війська від Візантії, вкотре повстав проти арабів. Зрештою зазнав нищівної поразки біля Драшеті, втікши до Фасіса в Лазиці. 705 року араби в Нахджевані знищили значну частину вірменських нахарарів, що призвело до нового збурення. 709 року Смбат повернувся до Вірменії, де відновлений у владі та статусі. Але 711 року відійшов від політичного життя, але зберіг титул. Помер 726 року. Новим гахерец ішханом було призначено Артавазд Камсаракана.